# Можайское княжество
Можа́йское кня́жество — русское удельное княжество с центром в Можайске под управлением одной из ветвей династии Рюриковичей. Основано в середине XIII века. Ликвидировано в 1493 году.

## История

### Древность
Можайская земля располагалась в верховьях двух рек — Протвы и Москвы. Перед приходом славян в XI веке эти земли населяли балтские и финские племена. Вместе со славянами они образовали конгломерат племён, по видимому являвшийся вятичами, сквозь которых боялись ездить князья со времён князя Бориса до Владимира Мономаха. Они не знали городов, не строили крепостей. Лес служил им и домом и крепостью. Рядом, в районе реки Протвы проживало племя голядь.
Предположительно в промежуток между 1087 и 1113 годом смоленским князем был основан первый княжеский двор на месте будущего Можайска.
Впервые в летописи об этой территории говорится в 1146 году во время похода Святослава Ольговича. После которого земли по Протве на 2 века попали к Черниговскому, а потом к Рязанскому княжеству. Примерно в это же время на верхней Москве-реке появился смоленский погост Искона.
Князья стремились закрепиться в верховьях рек Москвы и Протвы, осознав важность данной территории.

### Смоленское княжество
Небольшое феодальное владение, выделившееся из Смоленского княжества не позднее 1277 года. Досталось в управление князю Фёдору Ростиславичу Чёрному, внуку смоленского князя Мстислава Давыдовича.

### Московское княжество
В 1303 году княжество было захвачено московским князем Юрием Даниловичем, когда в Можайске княжил Святослав Глебович, отвезённый пленником в Москву. До 1322 года уделом правит младший брат Юрия Даниловича Афанасий Данилович, а после смерти Юрия Можайск входит в число волостей Ивана Калиты. При сыне Калиты Симеоне Гордом в 1341 году 1 октября витебский князь Ольгерд с литовской ратью безуспешно осаждает Можайск. В 1352 году при нём в городе свирепствует чума.
Со смертью Симеона Можайск переходит к его третьей жене Марии Александровне (из рода тверских князей) и им распоряжается Василий Михайлович Кашинский. Деверь Марии, Иван II Иванович, в составе земель которого находился можайский удел, передаёт его по духовному завещанию в 1359 году своему сыну Дмитрию Донскому, при котором в 1354 году город сильно обезлюдел из-за чумы. В 1372 году в Можайске княжит ставленник Дмитрия Фёдор Михайлович (линия тверских), поддержавший великого князя Московского в его борьбе за великое княжение с князем Михаилом Александровичем Тверским.
Среди павших в 1380 году в битве на Куликовом поле история упоминает 60 можайских бояр без отнесения их к войскам самостоятельного княжества. Мстивший за Мамая в 1382 году Тохтамыш разгромил Можайск.

### Андрей Дмитриевич
Дмитрий Донской в 1389 году завещает Можайск в удел сыну Андрею, с которого и начинается ряд независимых удельных князей Можайских. Новый можайский князь был тогда семилетним ребёнком, с 15 лет он уже выступает на общественную арену. В духовной грамоте Дмитрия Донского мы впервые узнаем состав Можайского княжества. Можайскими землями, помимо самого Можайска, числятся Искона, Поротва, Тушков, Верея, Калуга, Товарково, Медынь, Белозерск и другие территории.
| Состав Можайского княжества в 1389 году | Состав Можайского княжества в 1389 году | Состав Можайского княжества в 1389 году                                                                                             |
| Название                                | Местоположение                          | Примечание |
| --------------------------------------- | --------------------------------------- | --- |
| Исмея                                   | Верховья р.Исьма                        | Дягилевский стан, который был ограничен ещё и правым берегом р. Протвы                                                              |
| Числов                                  | Неизвестно                              | Небольшая волость в районе Вереи. Возможно ниже Исмеи                                                                               |
| Боянь                                   | г. Искона                               | Волость Искона XII века. Позднее стан Исконь и Боянь. Верхнее и среднее течение р. Исконы, включая участки рек Рузы, Педни и Иночи. |
| Берестов                                | г. Берестов                             | Нижнее течение р. Исконы по левой стороне. Ограничена с юга Москвой-рекой. В XIX ещё была д. Берестово                              |
| Поротва                                 | г. Галичичи                             | Верхнее течение р. Протвы и р. Песочня                                                                                              |
| Колоча                                  | Район р. Колочи                         | Возможно левый берег р. Колочи, включая р. Воинку. Возможный центр — с. Колоцкое.                                                   |
| Тушков                                  | Тушков городок                          | Городище XI века |
| Вышнее                                  | Верховья р. Москвы                      | Возможно в районе д. Вышнее |
| Глиньское                               | р. Глиненка                             | Приток Москвы. Вероятно с. Глинка (исчезло в XX в.)                                                                                 |
| Пневичи                                 | Верхнерузское водохр.                   | Верховья р. Рузы. Граничила с Волоколамскими землями. Позднее волоколамский стан Пневицкий                                          |
| Загорье                                 | Левый берег Яузы                        | Доходил до р. Гжати |
| Болонеск                                | р. Оболонь                              | Доходил до р. Гжати. Включая верховье р. Вори и устье р. Ворьки. Скорей всего д. Никольское, где находится городище железного века  |
| Коржань                                 | д. Каржень                              | По реке Каржень, левому притоку Протвы.                                                                                             |
| Моишин Холм                             | д. Холмино (вероятно)                   | Возможно смоленский в 1136 гг. Упоминание как «Холм». Возможно, Брагин Холм                                                         |
| Верея                                   | г. Верея                                | Без Вышгорода |
| Рудь                                    | р. Руть                                 | Левый берег р. Руть. Правый приток Протвы. Возможно, западней Вышегорода. Возможно, река Рудня.                                     |
| Гордошевичи                             | р. Руть                                 | |
| Гремичи                                 | с. Гремячево                            | Возможно Вышегород |
| Заберега                                | р. Берега                               | Правый приток Протвы. Возможно левый берег р. Берега, рядом с Галичичи                                                              |
| Сушов                                   | с. Сушево                               | |
| с. Репинское                            | с. Репниково                            | Село находилось на реке Репенке, притоке Протвы. Село исчезло в 70-80х гг. XX века.                                                 |
| с. Ивановское                           | Неизвестно                              | |
| Колуга                                  | г. Калуга                               | |
| Роща                                    | Неизвестно                              | Между Калугой и Серпуховым |
| Тов                                     | п. Товарково                            | Купил боярин Федор Андреевич у Смоленска                                                                                            |
| Медынь                                  | г. Медынь                               | Купил боярин Федор Андреевич у Смоленска                                                                                            |
| Белоозеро                               | г. Белозерск                            | Белоозерское княжество было куплено у Владимирского княжества                                                                       |
| Вольск                                  | Вольский погост (затоплен)              | Полностью затоплен водами Рыбинского водохранилища                                                                                  |
| Шаготь                                  | р. Ухра                                 | |
| Милолюбский ез                          | р. Шоша (затоплено)                     | Полностью затоплена водами среднего Шекснинского водохранилища                                                                      |
| с. Олексинское                          | с. Алексино                             | Юрьевское село на Пекше |
| с. Напрудское                           | с. Напрудное                            | Московское село |
| с. Луцинское                            | Москва, на Яузе                         | Московское село «на Яузе с мелницею»                                                                                                |
| с. Деунинское и с. Хвостовское          | Район Перемышля                         | |

В 1397 году новгородцы разоряют Можайское Белоозеро и Андрей год живёт в Великом Новгороде, налаживая отношения между ним и Москвой. В 1408 году он основывает существующий и ныне Лужецкий монастырь, как форт крепости города, вынесенный за черту 16 острожков-монастырей её первой линии обороны. В 1410 году темник Эдигей разоряет верейские волости Можайска, но сам город не пострадал. В 1411 году Андрей провожает свою племянницу, дочь великого князя московского, в Константинополь. В 1413 году он основывает близ Можайска Колоцкий монастырь, как укреплённый пункт для охраны глухой Смоленской дороги. Князь Андрей сильно способствовал усилению мощи города Можайска и княжества. Третий в начале его княжения по величине из Московских уделов к концу его жизни в 1432 году вырастает в первый. При нём с конца 1419 по 1422 год в Можайских волостях свирепствует страшный голод и люди «тысячами гибнут в домах и на дорогах». В 1427 году Можайск посещает эпидемия чумы и истребляет в нём множество жителей.
Князь Андрей чеканит уже собственную серебряную монету. Известны монеты 1426 года в 16 долей, 1427 в 15 долей, 1428 14 долей и 1432 года — 13 долей. На этих монетах имелись надписи «печать князя» и «князь».
Перед своей смертью в 1423 году Андрей разделил свой удел на два княжества — Можайское с Калугой и Верейское с Белоозером. Главный первый удел он передал своему старшему сыну Ивану, а второй младшему Михаилу. С этого момента волости Верейского княжества не рассматриваются историей Можайского княжества.

### Иван Андреевич

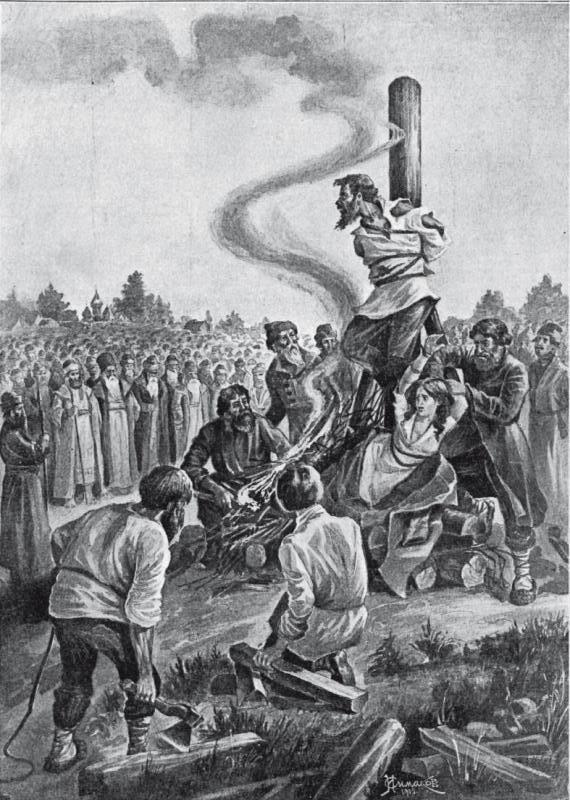
Иван Андреевич сжигает своего боярина А. Д. Мамона с женой
(художник Николай Симаков)

В свои ранние годы Иван Андреевич по примеру отца чеканит свою монету, но полегче отцовской. Из монет известны выпущенные в 1432—1434 в 12, 11 и даже 10 долей. Иван княжил в смутное время — центр тяжести политической жизни в стране колебался, усобицы удельных князей разъедают московское княжество. Иван, изначально присягнувший на верность Москве, в 1434 году переходит на сторону дяди, звенигородского-галицкого князя Юрия Дмитриевича, соперника Василия II на великокняжеский престол. Затем Иван Андреевич Можайский неоднократно сам пробует в союзе с сыном Юрия Дмитрием Шемякой захватить в свои руки главенство в государстве московском.
В 1444 году Иван сжёг на Можнице в Можайске своего боярина Андрея Дмитриевича Мамона с женой, очевидно за то, что он «тянул» к Москве. Впоследствии сына Мамона можно встретить ближайшим советником Ивана III. В 1445 году литовский князь Казимир Ягайлович посылает свою рать на Можайск в отсутствие занятного Ивана Андреевича. Литовцы берут по пути 5 русских городов, пока крохотные по количеству силы князей Можайского, Верейского и Боровского княжеств не останавливают их в битве у реки Суходрева.
В 1446 году Можайский и Шемяка 12 февраля захватывают врасплох Москву и грабят великокняжескую казну и архивы. Утром 13 февраля Иван пленит по поручению Шемяки великого князя московского Василия II. Чуть позже Шемяка совместно с Иваном ослепляют Василия Васильевича в отместку за ослепление брата Шемяки и благосклонности Василия к татарам, за что Василий II был прозван Тёмным. После этого Василия изгоняют из Москвы. Вероятно именно это послужило истинной причиной того, что спустя 8 лет, в 1454 году Василий II походом идёт на Можайск и присоединяет его к великому княжеству московскому. Иван Андреевич ещё до прихода Тёмного бежит из удела к своему тестю в Литву и получает там в удел Чернигов, Стародуб, Гомель и Любеч. Впоследствии его сын Симеон (Семен) в 1499 году из-за религиозных преследований литовского князя вместе с перечисленными городами передался вновь в подданство Москве.

### Последние годы княжества
Темный в 1462 году выделил Можайск вместе с городами Серпуховом и Дмитровом в удел своему сыну Юрию Васильевичу Младшему. После его смерти по завещанию Можайск отходит великому князю Московскому Ивану III. В 1481 году, по особому договору, Иван III уступает Можайск своему брату Андрею Васильевичу Большому Углицкому Горяю, а с заключением последнего в 1493 году в тюрьму и его смертью, город снова отходит к Москве, теперь уже навсегда. Таким образом в 1493 году удел был ликвидирован.

## Правители княжества
| Имя                          | Годы      | Ветвь         |
| ---------------------------- | --------- | ------------- |
| Фёдор Ростиславич Чёрный     | 1275—1299 | Смоленские    |
| Святослав Глебович           | 1299—1303 | Смоленские    |
| Афанасий Данилович           | 1303—1322 | Московские    |
| Юрий Данилович               | 1322—1325 | Московские    |
| Симеон Иванович Гордый       | ?—1353    | Московские    |
| Иван I Калита                | ?         | Московские    |
| Василий Михайлович Кашинский | 1353—?    | Тверские      |
| Иван II Иванович             | ?—1359    | Московские    |
| Дмитрий Донской              | 1359—1389 | Московские    |
| Андрей Дмитриевич Можайский  | 1389—1432 | Можайские     |
| Иван Андреевич Можайский     | 1432—1454 | Можайские     |
| Василий II Темный            | 1454—1462 | Великий князь |
| Юрий Васильевич-младший      | 1462—1473 | Московские    |
| Иван III Васильевич          | 1473—1481 | Великий князь |
| Андрей Васильевич Большой    | 1481—1493 | Московские    |

## Можайская ветвь князей
| №                             | Имя, Отчество                           | № отца | Примечания |
| ----------------------------- | --------------------------------------- | ------ | --- |
| 1                             | Андрей Дмитриевич Можайский (1389—1432) |        | Родоначальник, получил в удельное владение Можайск и потому его потомки именовались Можайскими князьями. Его потомство удельными князьями уже не являлись. |
| 2                             | Иван Андреевич Можайский (1432—1454);   | 1      | В 1434—1445 годах воевода, ранен в бою под Суздалем. Бежал в Великое княжество литовское.                                                                  |
| 3                             | Михаил Андреевич Верейский (Можайский)  | 1      | Имел сперва своим уделом Можайск, а потом Верею, родоначальник княжеского рода Верейские.                                                                  |
| 4                             | Андрей Иванович                         | 2      | |
| 5                             | Семен Иванович Можайский                | 2      | Также назывался князем Стародубским, воевода. |
| 6                             | Фёдор Андреевич                         | 4      | Убит брянчанами, но когда и где, не показано. |
| 7                             | Василий Семенович Можайский             | 5      | Воевода. |
| Род князей можайских пресёкся |                                         |        | |
| 8                             | Фёдор Михайлович                        |        | В 1375 году упомянут в государевом походе на Тверское княжество.                                                                                           |
| 9                             | Борис Петрович                          |        | В 1502 году первый воевода в Городце. |